# Therdsak Chaiman

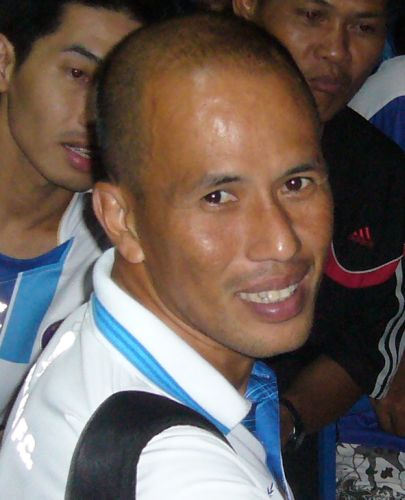
Therdsak con el Chonburi en 2010

Therdsak Chaiman (en tailandés: เทิดศักดิ์ ใจมั่น; provincia de Suphan Buri, Tailandia; 29 de septiembre de 1973) es un exfutbolista y entrenador de fútbol de Tailandia que jugaba en la posición de centrocampista. Actualmente es el entrenador del Pattaya Dolphins United FC de la Liga 3 de Tailandia.

## Carrera

### Club
| Periodo   | Club               | Apariciones | Goles |
| --------- | ------------------ | ----------- | ----- |
| 1994–1998 | Royal Thai Navy FC | 97          | 33    |
| 1998–1999 | Osotspa FC         | 34          | 12    |
| 2000–2003 | BEC Tero Sasana FC | 65          | 17    |
| 2002      | → SAFFC (cedido)   | 33          | 27    |
| 2004      | Dong A Bank        | 28          | 8     |
| 2005–2009 | SAFFC              | 112         | 47    |
| 2010–2017 | Chonburi FC        | 108         | 40    |

### Selección nacional
Jugó para Tailandia en 75 ocasiones de 1994 a 2002 y anotó 22 goles; y participó en tres ediciones de la Copa Asiática.
También jugaría para la selección nacional de fútbol sala en 48 ocasiones de 1999 a 2005 y anotó 62 goles.

### Entrenador
| Periodo   | Club                       |
| --------- | -------------------------- |
| 2016–2017 | Chonburi FC                |
| 2019      | Phuket City FC             |
| 2020      | Uthai Thani FC             |
| 2021–2022 | Uthai Thani FC             |
| 2022–2023 | Pattaya Dolphins United FC |
| 2023      | Rayong FC                  |

## Logros

### Jugador
BEC Tero Sasana
- Thai Premier League (2): 2000, 2001-02
- Thai FA Cup (1): 2000
- Copa Kor Royal (1): 2001

Singapore Armed Forces
- S.League (5): 2002, 2006, 2007, 2008, 2009
- Singapore Cup (2): 2007, 2008

Chonburi
- Thai FA Cup (1): 2010
- Copa Kor Royal (2): 2011, 2012

### Selección nacional
- AFF Championship (2): 2000, 2002

### Individual
- Mejor Jugador de la AFC Champions League (1): 2002–03
- Goleador del AFC Futsal Championship (1): 2000
- Mejor Jugador de la AFF Championship (1): 2002
- Jugador del Mes de la Thai Premier League (1): Mayo 2010
- Entrenador del Año de la Thai League 3: 2021-22

### Entrenador
Uthai Thani
- Thai League 3: 2021-22
- Thai League 3 Northern Region: 2021-22

## Estadísticas

### Goles con selección nacional
| #   | Fecha      | Sede                         | Rival                  | Resultado  | Torneo                                               |
| --- | ---------- | ---------------------------- | ---------------------- | ---------- | ---------------------------------------------------- |
| 1.  | 31-8-1998  | Ho Chi Minh City, Vietnam    | Indonesia              | 3–2        | 1998 Tiger Cup                                       |
| 2.  | 18-6-2000  | Bangkok, Tailandia           | Uzbekistán             | 2–0        | Amistoso                                             |
| 3.  | 18-6-2000  | Bangkok, Tailandia           | Uzbekistán             | 2–0        | Amistoso                                             |
| 4.  | 1-9-2000   | Shanghái, China              | China                  | 1–3        | 2000 Four Nations Tournament                         |
| 5.  | 3-9-2000   | Shanghái, China              | Uzbekistán             | 4–2        | 2000 Four Nations Tournament                         |
| 6.  | 6-10-2000  | Doha, Catar                  | Catar                  | 1–1        | Amistoso                                             |
| 7.  | 30-1-2001  | Bangkok, Tailandia           | Kirguistán             | 3–1        | Amistoso                                             |
| 8.  | 13-6-2001  | Beirut, Líbano               | Sri Lanka              | 4–2        | Clasificación para la Copa Mundial de Fútbol de 2002 |
| 9.  | 15-6-2001  | Beirut, Líbano               | Pakistán               | 3–0        | Clasificación para la Copa Mundial de Fútbol de 2002 |
| 10. | 8-12-2002  | Bangkok, Tailandia           | Vietnam                | 2–1        | Amistoso                                             |
| 11. | 8-12-2002  | Bangkok, Tailandia           | Vietnam                | 2–1        | Amistoso                                             |
| 12. | 20-12-2002 | Singapur                     | Malasia                | 1–3        | 2002 Tiger Cup                                       |
| 13. | 29-12-2002 | Yakarta, Indonesia           | Indonesia              | 4–2 (pens) | 2002 Tiger Cup                                       |
| 14. | 18-2-2003  | Bangkok, Tailandia           | Catar                  | 1–1        | King's Cup 2003                                      |
| 15. | 19-11-2003 | Bangkok, Tailandia           | Tayikistán             | 1–0        | Clasificación para la Copa Asiática 2004             |
| 16. | 19-8-2004  | Bangkok, Tailandia           | Malasia                | 1–2        | Amistoso                                             |
| 17. | 8-10-2004  | Bangkok, Tailandia           | Jordania               | 2–3        | Amistoso                                             |
| 18. | 13-10-2004 | Bangkok, Tailandia           | Emiratos Árabes Unidos | 3–0        | Clasificación para la Copa Mundial de Fútbol de 2006 |
| 19. | 10-12-2004 | Kuala Lumpur, Malasia        | Birmania               | 1–1        | 2004 Tiger Cup                                       |
| 20. | 12-12-2004 | Kuala Lumpur, Malasia        | Timor Oriental         | 8–0        | Copa Tigre 2004                                      |
| 21. | 14-11-2009 | Singapur                     | Singapur               | 3–1        | Clasificación para la Copa Asiática 2011             |
| 22. | 20-1-2010  | Nakhon Ratchasima, Tailandia | Polonia                | 1–3        | King's Cup                                           |